# Musaranya fosca del Zaire
La musaranya fosca del Zaire (Crocidura nigrofusca) és una espècie de musaranya que es troba a Angola, Burundi, República Centreafricana, República Democràtica del Congo, Etiòpia, Kenya, Ruanda, el Sudan, Uganda i Zàmbia.